# Aranow
Aranow Packaging Machinery és una empresa catalana, organitzada com a societat de responsabilitat limitada, especialitzada en el disseny i la producció de maquinària industrial per a envasats monodosi per a diversos sectors. Amb seu actualment a Polinyà, fou fundada l'any 2003 per l'activista català Jordi Cuixart i Navarro, que n'és el president i en posseeix més del 80% de les accions.
La facturació anual d'Aranow va ser, el 2015, de 7.200.000 euros, amb més del 95% de les vendes corresponents a exportacions, majoritàriament del sud-est asiàtic, el nord d'Àfrica i l'Amèrica Llatina, treballant amb uns 150 proveïdors del Vallès. L'empresa tenia 70 treballadors a finals del 2016. El març del 2017 Jordi Cuixart va passar el càrrec de director general a Jan Molina, fins aleshores director comercial.
El 2022 l'empresa va obrir un centre d'innovació i oficina de vendes per al centre d'Europa a Neuchâtel (Suïssa), per investigar sobre noves tècniques de producció i tecnologia en el marc de la indústria 4.0. Aquest mateix any inaugurava la nova seu central a Polinyà, en una nau de 4.100 metres quadrats, on esperava poder augmentar un 80% la capacitat de producció.
L'any 2013 Aranow va guanyar la primera edició del Premi a la Diplomàcia Empresarial Catalana, que reconeix les empreses que s'identifiquen, elles mateixes o els seus productes, com a catalanes, així com normalitzar la visibilitat de Catalunya a l'exterior, donant una imatge d'excel·lència del país i difonent els seus valors, actius i atractius, atorgat anualment pel DIPLOCAT i creat juntament amb PIMEC.